# Tetrastigma cruciatum
Tetrastigma cruciatum är en vinväxtart som beskrevs av Craib & Gagnep.. Tetrastigma cruciatum ingår i släktet Tetrastigma och familjen vinväxter. Inga underarter finns listade i Catalogue of Life.